# Sokour (oblast de Novossibirsk)
Sokour (en russe : Сокур) est un village de Russie situé dans l'oblast de Novossibirsk.

## Géographie
Sokour se trouve au nord-est de l'oblast de Novossibirsk. 

## Population
Recensements (*) et estimations de la population,,: 
|       | \| 1979* \| 2002* \| 2010* \| 2021* \| \| ----- \| ----- \| ----- \| ----- \| \| 5 893 \| 5 828 \| 5 770 \| 5 696 \| |       |       |
| 1979* | 2002* | 2010* | 2021* |
| 5 893 | 5 828 | 5 770 | 5 696 |